# Westerhout 43
 Westerhout 43, também conhecida como W43, é uma região de formação de estrelas da nossa galáxia localizada na constelação de Aquila, a uma distância de 6 quiloparsecs (cerca de 20.000 anos-luz ) do Sol, que é considerada a região da Via Láctea que mais ativamente forma estrelas.  Apesar disso, porém, é tão fortemente obscurecida pela poeira interestelar que é totalmente invisível no espectro da luz visível e deve ser estudada usando outros comprimentos de onda que não são afetados por ela, como o infravermelho ou as ondas de rádio. 

## Propriedades físicas
Essa região formadora de estrelas está localizada no chamado "anel de 5 kpc", um anel com esse raio de tamanho que circunda a barra central de nossa galáxia e que contém a maior parte de seu hidrogênio molecular e a maior parte de sua formação de estrelas. 
Está associada a um complexo massivo de nuvens moleculares com uma massa total superior a 7 milhões de vezes a do Sol e está formando estrelas de todas as massas dentro de aglomerados de estrelas, versões menos massivas daquelas encontradas nas galáxias de explosão estelar;  W43 ainda tem capacidade para formar mais aglomerados. 
Também existem protoestrelas maciças, bem como aglomerados estelares em formação embutidos na nebulosa,  sendo essa região de formação estelar semelhante ao aglomerado NGC 3603 
O centro de W43, finalmente, contém um aglomerado de estrelas denso e massivo, com várias estrelas tipo O e estrelas do tipo Wolf-Rayet que foram comparadas, devido à sua compacidade, com o aglomerado estelar NGC 3603 ou mesmo o R136 da Grande Nuvem de Magalhães. 